# Biliga
Biliga-Mossi est une localité du département de Nasséré, dans la province de Bam, dans le Centre-Nord, au Burkina Faso. En 2006, cette localité comptait 2 124 habitants dont 52,4% de femmes.